# Monastiráki
Monastiráki (grec moderne : Μοναστηράκι, « petit monastère ») est un quartier et une des places de la vieille ville d'Athènes en Grèce.
La zone est célèbre pour son marché aux puces. Elle est aussi un lieu d'achats de reproductions d'antiquités et de pièces de monnaie. Les artères principales du quartier donnant sur la place sont les rues Athinás, Ermoú, Pandróssou et Mitropóleos.
La zone tient son nom de l'église de la Panagía Pantánassa, dédiée à la Dormition de la Vierge, qui appartenait autrefois à un monastère,. Héritage de l'occupation ottomane, la mosquée Tzistarakis occupe la partie sud-est de la place.
Sous la place se trouve la station de métro Monastiráki, inaugurée en 1895.